# Ламсден, Джесси
Джесси Ламсден (англ. Jesse Lumsden, 3 августа 1982, Эдмонтон, Альберта) — игрок в канадский футбол и бобслеист. В футболе выступал за команды «Гамильтон Тайгер-Кэтс», «Эдмонтон Эскимос», «Калгари Стампидерс», в бобслее с 2009 года. Участник двух зимних Олимпийских игр, неоднократный победитель национального первенства по бобслею, различных этапов Кубка мира, серебряный призёр чемпионата мира.

## Биография
Джесси Ламсден родился 3 августа 1982 года в городе Эдмонтон, провинция Альберта. С детства увлекался спортом и пошёл по стопам отца, профессионального игрока в канадский футбол, и в школе, и в колледже представлял местные команды. Окончив в 2004 году Университет Макмастера, на правах свободного агента подписал контракт с американским клубом «Сиэтл Сихокс», однако надолго в нём не задержался, проведя всего лишь несколько матчей. Позже участвовал в драфте КФЛ, где был выбран под шестым номером в первом раунде командой «Гамильтон Тайгер-Кэтс». Отыграл с ними четыре года и перешёл в «Эдмонтон Эскимос», но буквально в первом же матче за новый коллектив получил травму и выбыл из основного состава. Имея желание представлять страну на международных соревнованиях, решил попробовать себя в бобслее, прошёл отбор в национальную сборную и в качестве разгоняющего присоединился к команде именитого пилота Пьера Людерса.
В декабре 2009 года дебютировал в Кубке мира, замкнув десятку сильнейших на трассе в итальянской Чезане. Благодаря череде успешных тестов и неплохому рейтингу в кубковых заездах Ламсден удостоился права защищать честь Канады на Олимпийских играх 2010 года в Ванкувере, где впоследствии финишировал пятым, как в двойках, так и четвёрках. После окончания карьеры Людерса присоединился к команде пилота Линдона Раша, в 2011 году завоевал Кубок Северной Америки, а в 2012-м выиграл первую медаль на этапе Кубка мира — серебряную. Лучшие кубковые заезды провёл в феврале на домашнем этапе в Уистлере, когда впервые оказался на первой ступени пьедестала. На чемпионате мира в американском Лейк-Плэсиде выиграл серебряную медаль на двухместном экипаже и занял седьмое место на четырёхместном. Одновременно с выступлениями в бобслее Джесси Ламсден остаётся действующим игроком в канадский футбол, подписан в клубе «Калгари Стампидерс», хотя на поле практически не выходит.
В 2014 году побывал на Олимпийских играх в Сочи, где финишировал седьмым в программе мужских двухместных экипажей и последним двадцать девятым в программе четырёхместных (во время второго заезда команда потерпела крушение и потеряла из-за этого несколько секунд).